# Сокальська вулиця (Київ)
Сока́льська ву́лиця — вулиця в Оболонському районі міста Києва, місцевість Пріорка. Пролягає від вулиці Попова до кінця забудови. 
Прилучається Мукачівська вулиця.

## Історія
Вулиця виникла в середині XX століття під назвою 727-ма Нова. Сучасна назва — з 1955 року, на честь міста Сокаль.
На деяких будинкових покажчиках (табличках) помилково позначена як вулиця Сокальського.

## Визначні споруди
Будинок № 1 (1940, архітектор Йосип Каракіс) — перший у Києві галерейний житловий будинок із шести наявних на сьогодні. Зведений для працівників взуттєвої фабрики № 4. Чотириповерховий, цегляний. У 1949 реконструйований і декорований (до війни будівлю встигли виконати лише в чорновому варіанті). У проєкті  застосовано типову для південних регіонів тогочасного СРСР галерейну систему («одеський варіант»): сходові клітки розміщено в торцях корпусу, прохід до квартир на поверхах, за винятком першого, — через відкриту галерею. У будинку містяться лише одно- і двокімнатні квартири (усього — 50 квартир). Серед місцевих мешканців щодо споруди побутують назви будинок-корабель, китайка.
Будинок № 4 (1-ша половина 1950-х рр.) — чотириповерховий житловий.

## Зображення

Будинок № 1
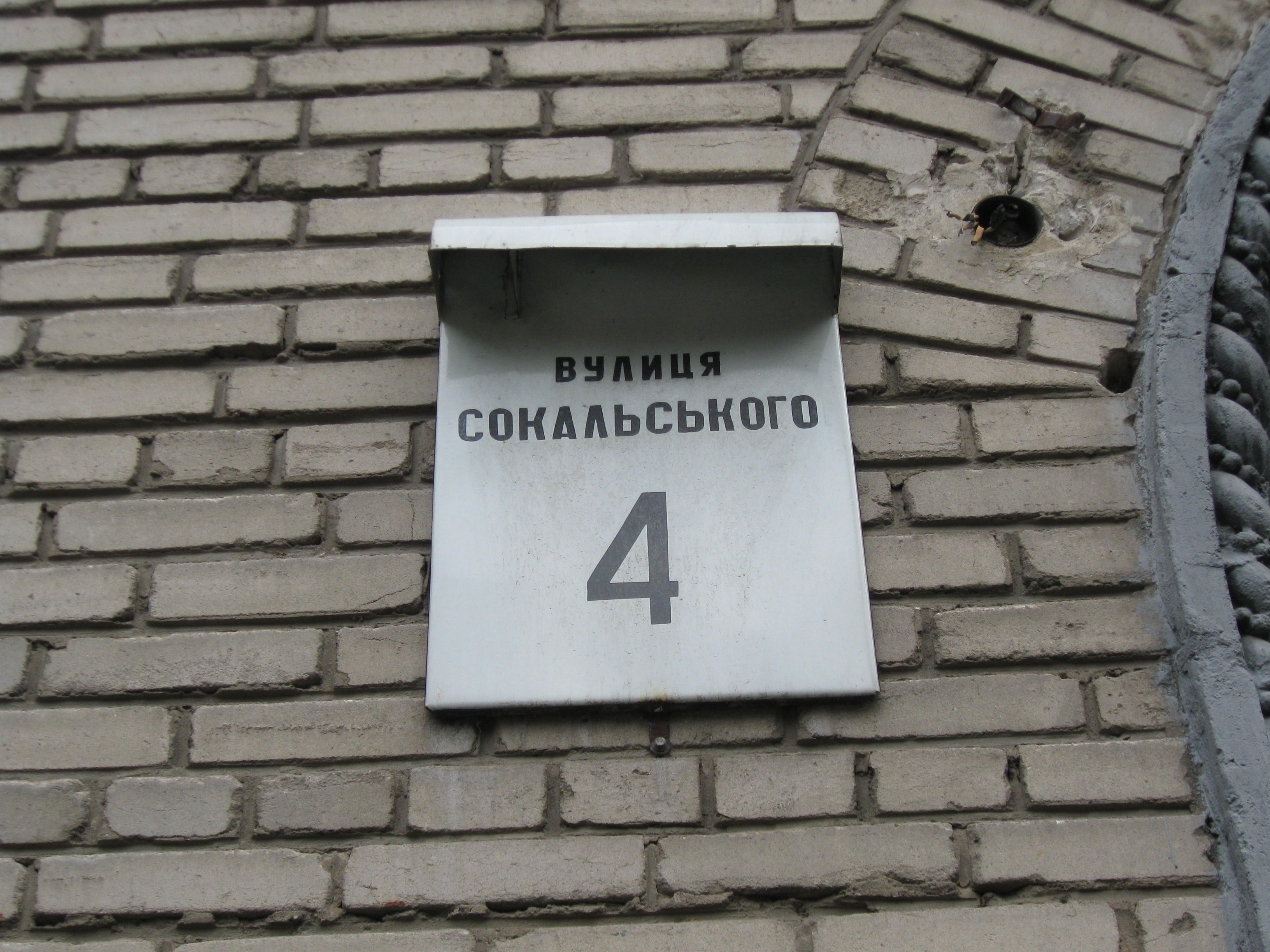
Табличка на будинку по Сокальській вулиці, 4
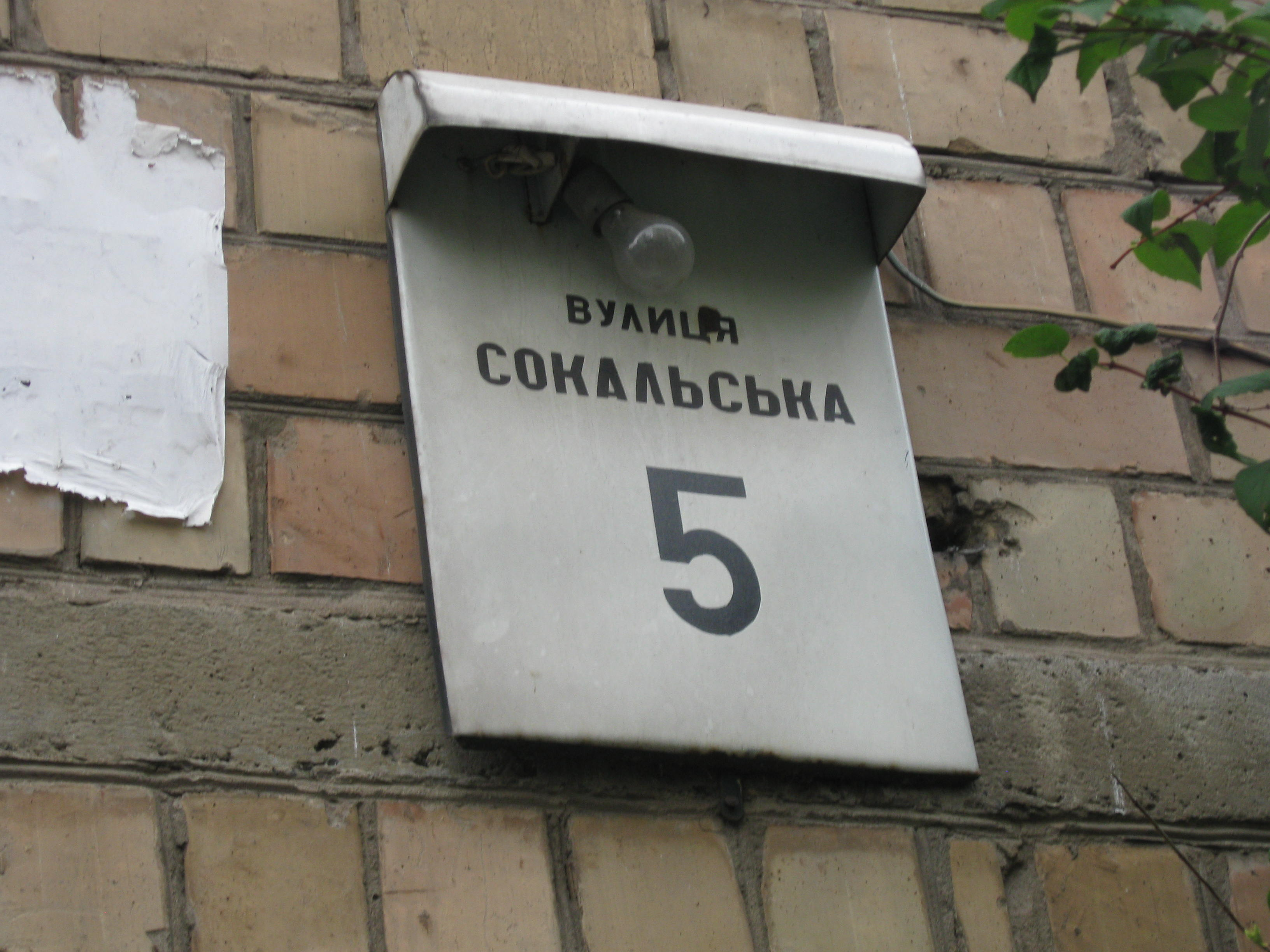
Табличка на будинку по Сокальській вулиці, 5